# Антигва и Барбуда на Светском првенству у атлетици у дворани 1987.
Антигва и Барбуда је учествовала на 1. Светском првенству у атлетици у дворани 1987. одржаном у Индијанаполису од 6. до 8. марта. Репрезентацију Антигве и Барбуде представљало је троје атлетичара (2 мушкарац и 1 жена) који су се такмичили у пет дисциплине (три мушке и две женске).
Такмичари Антигве и Барбуде нису освојили ниједну медаљу, али је атлетичар Дејл Џоунс оборио два национална рекорда. 

## Учесници
| Мушкарци: - Дејл Џоунс — 800 м, 1.500 м - Лестер Бенџамин — Скок удаљ | Жене: - Рован Мејнард — 400 метара, Скок удаљ |  |

## Резултати

### Мушкарци
| Атлетичар       | Дисциплина | Лични рекорд | Квалификације | Квалификације | Финале               | Финале       | Детаљи |
| Атлетичар       | Дисциплина | Лични рекорд | Резултат      | Место         | Резултат             | Место        | Детаљи |
| --------------- | ---------- | ------------ | ------------- | ------------- | -------------------- | ------------ | ------ |
| Дејл Џоунс      | 800 м      |              | 1:54,56 НРд   | 7. у гр. 2    | Није се квалификовао | 19 / 24 (25) |        |
| Дејл Џоунс      | 1.500 м    | 4:01,34о     | 4:04,14 НР    | 9. у гр. 2    | Није се квалификовао | 21 / 40 (47) |        |
| Лестер Бенџамин | скок удаљ  | 8,02о        |               |               | 7,48                 | 14 / 18 (20) |        |

### Жене
| Атлетичарка   | Дисциплина | Лични рекорд | Квалификације | Квалификације | Полуфинале            | Полуфинале            | Финале                | Финале              | Детаљи |
| Атлетичарка   | Дисциплина | Лични рекорд | Резултат      | Место         | Резултат              | Место                 | Резултат              | Место               | Детаљи |
| ------------- | ---------- | ------------ | ------------- | ------------- | --------------------- | --------------------- | --------------------- | ------------------- | ------ |
| Рован Мејнард | 400 м      |              | 59,75 ЛР      | 6 у гр. 4     | Није се квалификовала | Није се квалификовала | Није се квалификовала | 18 / 18 (21)        |        |
| Рован Мејнард | Скок удаљ  |              |               |               | Без исправног скока   | Без исправног скока   | Без исправног скока   | Без исправног скока |        |